# Вестерн (музыка)
Вестерн — кантри-музыка жителей Запада США и Запада Канады. Вестерн прославляет ковбойскую жизнь и непосредственно связан со старинными английскими, шотландскими и ирландскими балладами. На развитие вестерна оказала влияние мексиканская музыка юго-запада Америки. Из-за классификации Billboard, вестерн ассоциируется с кантри-музыкой. Однако для исполнителей вестерна такая ассоциация является ошибочной.
На протяжении 1930-1940-х годов вестерн стал широко популярен благодаря романтизации ковбойской жизни и идеализированному образу Запада в голливудских фильмах. Поющие ковбои, как например Рой Роджерс и Джин Отри, пели ковбойские песни в своих фильмах, вестерн стал популярен на всей территории Соединенных Штатов. Бинг Кросби, самый популярный певец того времени, записал множество ковбойских песен, а также снялся в главной роли в музыкальном фильме Rhythm on the Range (1936).
В 1960-х годах вестерн был в упадке. Отнесенные к категории Кантри энд Вестерн, бывшие звёзды вестерна выпускали альбомы лишь с умеренным успехом. Рок-н-ролл доминировал в музыкальных продажах.